# Premio La Sonrisa Vertical
De Premio La Sonrisa Vertical was een Spaanse internationale literaire prijs voor erotische vertelkunst.

## Beschrijving
De Premio La Sonrisa Vertical (letterlijk: "Verticale glimlach-prijs") werd in 1977 ingesteld door de in Barcelona gevestigde uitgeverij Tusquets Editores. Hij werd voor het eerst verleend in 1979. De prijs bestond uit een sculptuur van Joaquim Camps en een geldbedrag van 6000 euro, een voorschot op de opbrengsten van het bekroonde werk, dat als onderdeel van de prijs wordt gepubliceerd. De Premio La Sonrisa Vertical werd ieder jaar in januari uitgereikt.
In 2004 besloot Tusquets Editores de toekenning van de prijs op te schorten, mede vanwege de toenemende vervaging van de grenzen tussen het erotische genre en algemene literaire werken.

## Winnaars
| Jaar | Winnaar                        | Land        | Boek                                   |
| ---- | ------------------------------ | ----------- | -------------------------------------- |
| 1979 | Susana Constante               | Argentinië  | Educación sentimental de la Sta. Sonia |
| 1980 | Ofelia Dracs                   | Spanje      | Deu pometes té el pomer                |
| 1981 | Vicente Muñoz Puelles          | Spanje      | Anacaona                               |
| 1982 | Pedro Sempere                  | Spanje      | Fritzcollage                           |
| 1983 | geen winnaar aangewezen        | --          | --                                     |
| 1984 | Pablo Casado                   | Spanje      | Tres días, tres noches                 |
| 1985 | Vicente García Cervera         | Spanje      | Las cartas de Saguia-el-Hanra          |
| 1986 | Mercedes Abad                  | Spanje      | Ligeros libertinajes sabáticos         |
| 1987 | Josep Bras                     | Spanje      | El vaixell de les vagines voraginoses  |
| 1988 | Denzil Romero                  | Venezuela   | La esposa del Dr. Thorne               |
| 1989 | Almudena Grandes               | Spanje      | Las edades de Lulú                     |
| 1990 | José Luis Muñoz                | Spanje      | Pubis de vello rojo                    |
| 1991 | Ana Rossetti                   | Spanje      | Alevosías                              |
| 1992 | José María Alvarez             | Spanje      | La esclava instruida                   |
| 1993 | Dante Bertini                  | Argentinië  | El hombre de sus sueños                |
| 1994 | geen winnaar aangewezen        | --          | --                                     |
| 1995 | Irene González Frei            | Spanje      | Tu nombre escrito en el agua           |
| 1996 | José Carlos Somoza             | Spanje      | Silencio de Blanca                     |
| 1997 | Abel Pohulanik                 | Argentinië  | La cinta de Escher                     |
| 1998 | Pedro de Silva                 | Spanje      | Kurt                                   |
| 1999 | Luis Antonio de Villena        | Spanje      | El mal mundo                           |
| 2000 | Mayra Montero                  | Puerto Rico | Púrpura profundo                       |
| 2001 | Andreu Martín                  | Spanje      | Espera, ponte así                      |
| 2002 | geen winnaar aangewezen        | --          | --                                     |
| 2003 | José Luis Rodríguez del Corral | Spanje      | Llámalo deseo                          |
| 2004 | geen winnaar aangewezen        | --          | --                                     |